# Сечу (Прахова)
Сечу (рум. Seciu) — село у повіті Прахова в Румунії. Адміністративно підпорядковане місту Болдешть-Скеєнь.
Село розташоване на відстані 66 км на північ від Бухареста, 10 км на північ від Плоєшті, 77 км на південний схід від Брашова.

## Населення
За даними перепису населення 2002 року у селі проживали 1052 особи, усі — румуни. Усі жителі села рідною мовою назвали румунську.